# Кантри музика
Кантри (енгл. country) или вестерн музика је музички правац који је почетком 20. века настао у Сједињеним Америчким Државама. Потиче из традиционалних елемената народне музике европских досељеника - пре свега Енглеза и Ираца. Познатији извођачи кантри музике су: Џорџ Стрејт, Џони Кеш, Крис Кристоферсон, Вили Нелсон, Вејлон Џенингс, Кени Роџерс, Шанаја Твејн, Доли Партон, Хенк Вилијамс, Линда Ронштад, Емили Харис, Вуди Гатри и Кери Андервуд.
Кантри музика се често састоји од балада и плесних мелодија са углавном једноставним облицима, народних текстова и хармонија често праћених жичаним инструментима попут бенџа, електричних и акустичних гитара, челичних гитара (попут педалних челика и доброса) и виолина као и хармоника. Блуз модови се били интензивно кориштени током њене забележене историје.
У СФРЈ, Плава трава заборава, истицала се као група која свира кантри, укључујући и неке народне песме са простора бивше Југославије у кантри аранжманима.

## Порекло
Главне компоненте модерног кантри музичког стила датирају из музичких традиција широм југа Сједињених Држава и југозапада САД, док је његово место у америчкој популарној музици успостављено 1920-их током раних дана снимања музике. Кантри музика је „представљена свету као јужњачки феномен“.
Досељеници на јужне Апалачке планине, на југоистоку Сједињених Држава, скоро 300 година са собом су доносили народну музику и инструменте Европе, Африке и Средоземног басена, који су се развили у апалачку музику. Како се земља ширила према западу, река Мисисипи и Лоуизијана постали су раскрсница за кантри музику, што је довело до кејџен музике. На југозападу Сједињених Држава, Стеновите планине, дивљи запад и Рио Гранде су деловали као слична кулиса за индијанске, мексичке и каубојске баладе, што је резултирало новомексичком музиком и развојем вестерн музике, и са њом директно повезаних музички стилова ред дирт, тексас кантри и техано музике.

### Улога Источног Тенесија
Амерички конгрес формално је признао Бристол у држави Тенеси као „родно место кaнтри музике“, на основу историјских сесија снимања у Бристолу из 1927. године. Од 2014. године у граду се налази музеј родног места кантри музике. Историчари су такође приметили утицај мање познатих окупљања Џонсон Ситија 1928. и 1929. године, и Ноквилских окупљања 1929. и 1930. Поред тога, Конвенција гуслара Маунтин Ситија, одржана 1925. године, помогла је да се инспирише модерна кантри музика. Пре њих, пионирски досељеници, у региону Великих задимљених планина, развили су богато музичко наслеђе.